# Céline Roscheck
Céline Roscheck (ur. 16 sierpnia 1983 w Bregencji) – austriacka wiolonczelistka i modelka, Miss Austrii 2002.

## Biografia
Córka wiolonczelistki Jacqueline Roscheck-Morard i kontrabasisty Christiana Roschecka. W 2006 roku wystąpiła w pierwszym sezonie telewizyjnego show Germany’s Next Topmodel, z którego odeszła w trzecim odcinku, z przyczyn osobistych. W 2016 roku, wraz z Fariną Miss, brała udział w preselekcjach na przedstawiciela Austrii w Konkursie Piosenki Eurowizji 2016, z utworem Sky is the Limit.

## Dyskografia

### Albumy
- 2011: Electro String
- 2014: Wiener Blut

### EP
- 2017: Movie Sound

### Single
- 2012: Strauss
- 2016: Sky is the Limit (z Fariną Miss)
- 2018: Kolophonium
- 2019: The Phantom of the Opera
- 2020: Memory
- 2020: America